# Thomas Urquhart
Thomas Urquhart de Cromarty (o Urchard, 1611-ca.1660) fue un escritor y traductor escocés, conocido por su traducción de Rabelais.

## Biografía
Urquhart pertenecía a la nobleza escocesa, y recibió una esmerada educación. Fue alumno aventajado en la Universidad de Aberdeen, y participó activamente en los sucesos políticos de su tiempo, tomando parte por los realistas en la Guerra Civil Inglesa. Viajó en varias ocasiones por la Europa Continental, y también pasó tiempo en prisión (en la Torre de Londres), por su participación en conspiraciones a favor de los Estuardo, durante el Protectorado de Cromwell. 
Hombre de intereses universales y de gran cultura, su obra es de un clasicismo en ocasiones genial, y en otras, simplemente pedante. Existe la leyenda de que Urquhart murió de un ataque de risa, al conocer la Restauración de la Monarquía británica con Carlos II de Inglaterra.

## Obras
- Epigrams, Divine and Moral, (Epigramas), 1641.
- The Trissotetras... or, A Most Exquisite Table for Resolvingall manner of Triangles, compleja y formidable obra sobre trigonometría, logaritmos y memorización, muestra sus dotes de matemático, 1645.
- Pantochronachanon, genealogía del clan Urquhart que se remonta hasta Adán y Eva. No pasa de ser una elaborada eutrapelia, 1652.
- The Jewel or Ekskybalauron, (La Joya), es una obra vindicativa de Escocia, con anécdotas sobre héroes y hechos célebres del país. Es la más admirada obra de Urquhart, 1652.
- Logopandecteision or an Introduction to the Universal language, resume junto con algunos apartados de la anterior, su idea de un idioma universal, 1653.
- Traducción de Rabelais, libros I y II, 1653; libro III, 1693. Los dos primeros publicados en vida de Urquhart, el tercero póstumamente, completado por Peter Anthony Motteux. Celebrada traducción del escritor renacentista francés, considerada la más brillante en inglés de cuantas se han realizado.